# توماس هورتون
توماس هورتون (بالإنجليزية: Thomas Horton)‏ هو راكب الكنو أمريكي، ولد في 11 مايو 1926، وتوفي في 28 يوليو 2014.

## وصلات خارجية
- توماس هورتون على موقع أوليمبيديا (الإنجليزية)